# Pau d'Arco (kommun i Brasilien, Tocantins)
Pau d'Arco är en kommun i Brasilien.   Den ligger i delstaten Tocantins, i den centrala delen av landet, 900 km norr om huvudstaden Brasília. Antalet invånare är 4 588.
Omgivningarna runt Pau d'Arco är huvudsakligen savann. Runt Pau d'Arco är det mycket glesbefolkat, med 4 invånare per kvadratkilometer.